# لنز مینولتا ای‌اف ۲۰میلی‌متر اف/۲٫۸
لنز مینولتا ای‌اف ۲۰میلی‌متر اف/۲٫۸ (به انگلیسی: Minolta AF 20mm f/2.8 lens) نام لنز دوربین عکاسی از نوع ثابت است که توسط شرکت مینولتا، سونی تولید می‌شود. فاصلهٔ کانونی این لنز ۲۰ میلی‌متر، دیافراگم آن دارای ۷ تیغه و ضریب اف آن اف ۲٫۸ تا اف ۲۲ است. 